# 二又川獅子舞
二又川獅子舞（ふたまたがわししまい）は、石川県輪島市門前町二又川地区(約50軒）で、7月の夏祭りの時に行われる獅子舞。2020年現在は、高校生以上の若い世代の団員の集まる青年団によって実施されている。

## 起源
詳細は不明だが、100年以上前から行われている。二又川の夏祭りの神輿の露払いとして先頭をいく姿は、変わっていない。

## 特徴
アネサマと呼ばれる女形がいる。天狗と呼ばれる子供たちが踊る。石川県内の獅子舞について「加賀は殺し獅子、能登は踊り獅子」という言葉があり、加賀獅子は武芸を成り立ちとしているのに対し、二又川獅子舞が属する能登獅子は富山県氷見市の獅子舞の流れを成り立ちとして獅子全体の動きがあり、そのストーリー性のある演目が見どころとなっている。
　

## 獅子の構成
大人が4人入る。頭に1人、胴体に2人、尻尾に1人。
獅子頭
獅子頭は、桐の木で出来ている。漆塗りで黒色。
胴体
蚊帳（かや）と呼ばれる牡丹柄の胴幕で出来ている。

## 演目
マサカリ
小さいオノで足を切る舞
ニホンボウ
棒の両端にフサがついた二本の棒で獅子を惑わす舞。能登島の獅子舞の演目に多い
ノサ
1本の棒を地面に突き立て威嚇する舞
タマワリ
ヤリで獅子の目玉をつく舞
シチゴサン
シシゴロシ
ゴウライ、大天狗、アネサマが、獅子を徐々に刀で切り倒す祭りの最終の舞
キョウブリ
ヤツブシ
チョウケ
長桶と呼ばれる道具を使って酒を浴びせ飲ます舞
キヨバライ